# 新稲明
新稲 明（にいな あきら、1934年1月1日 - ）身長178cm　所属：株式会社大阪プロダクション
大阪市出身のジャズドラマー。日本で初めてツーバスのセットを使用し始めたことでも知られている。大学時代より米軍キャンプなどでデュークファイブを率いてプロ活動に入り、高度成長期には「東のジョージ川口－西の新稲明」と言われるほどの人気を誇ったが、東京への進出を嫌い、上京要請を拒んで関西に留まったため、メジャーにはならなかった。
新稲明とデュークファイブは、戦後の混乱期を脱した後、新稲明とデュークオーケストラへと発展し、関西放送などの専属バンドも務めた。
2,000年頃までは、関西地方では影の権力者として、大きな影響力を持っていたが、現在では関西ジャズ協会内に極めて短い記述が有るのみになっている
所属していた大阪プロダクションは現在、同名異業種の物が複数存在している。

## 人物
父親はバイオリニスト、兄弟は全員プロミュージシャンと言う音楽一家に生まれた明は、左利きであったため、そのドラムセットはサウスポー用に配置されていた。また当時の人の中では大柄であったため、非常に目立つ人物でもあった。
ジャズ以外は音楽ではないと言う筋金入りのジャズメンでもあった。